# Hames
Hames (en llatí: Hamae) era un lloc de la Campània entre Càpua i Cumes on els habitants de Càpua es reunien cada any en assemblea per un festival religiós.
Aprofitant aquest festival els capuans van planejar apoderar-se de Cumae l'any 215 aC, durant la Segona Guerra Púnica, però el complot va fracassar i ells mateixos van ser conquerits i massacrats pel cònsol romà Tiberi Semproni Grac. Titus Livi que és l'únic autor que esmenta Hames, diu que era a uns 5 km de Cumes però el lloc exacte no s'ha localitzat.